# Mercurol-Veaunes
Mercurol-Veaunes est une commune nouvelle située dans le département de la Drôme, en région Auvergne-Rhône-Alpes.

Elle a été créée le 1er janvier 2016.

Elle comprend une commune déléguée : Veaunes.

Le siège de cette nouvelle collectivité se trouve dans l'ancienne commune de Mercurol.

## Géographie

### Localisation
La commune de Mercurol-Veaunes est située au nord de Valence et à l'ouest de Romans-sur-Isère.

### Hydrographie
La partie méridionale de la commune borde la rive gauche du Rhône.

### Climat
Pour des articles plus généraux, voir Climat d'Auvergne-Rhône-Alpes et Climat de la Drôme.
En 2010, le climat de la commune est de type climat du Bassin du Sud-Ouest, selon une étude du CNRS s'appuyant sur une série de données couvrant la période 1971-2000. En 2020, Météo-France publie une typologie des climats de la France métropolitaine dans laquelle la commune est dans une zone de transition entre le climat de montagne et le climat méditerranéen et est dans la région climatique  Moyenne vallée du Rhône, caractérisée par un bon ensoleillement en été (fraction d’insolation > 60 %), une forte amplitude thermique annuelle (4 à 20 °C), un air sec en toutes saisons, orageux en été, des vents forts (mistral), une pluviométrie élevée en automne (250 à 300 mm). 
Pour la période 1971-2000, la température annuelle moyenne est de 12,4 °C, avec une amplitude thermique annuelle de 17,8 °C. Le cumul annuel moyen de précipitations est de 878 mm, avec 7,5 jours de précipitations en janvier et 5,3 jours en juillet. Pour la période 1991-2020, la température moyenne annuelle observée sur la station météorologique installée sur la commune est de 13,4 °C et le cumul annuel moyen de précipitations est de 864,4 mm,. Pour l'avenir, les paramètres climatiques de la commune estimés pour 2050 selon différents scénarios d'émission de gaz à effet de serre sont consultables sur un site dédié publié par Météo-France en novembre 2022.
| Mois                                  | jan.           | fév.           | mars            | avril         | mai          | juin           | jui.          | août           | sep.           | oct.          | nov.            | déc.           | année      |
| ------------------------------------- | -------------- | -------------- | --------------- | ------------- | ------------ | -------------- | ------------- | -------------- | -------------- | ------------- | --------------- | -------------- | ---------- |
| Température minimale moyenne (°C)     | 1,4            | 1,7            | 4,2             | 7             | 10,9         | 14,3           | 16            | 15,6           | 12             | 9,1           | 4,8             | 2,1            | 8,3        |
| Température moyenne (°C)              | 4,7            | 5,8            | 9,5             | 12,7          | 16,7         | 20,7           | 22,8          | 22,4           | 18,1           | 14            | 8,5             | 5,3            | 13,4       |
| Température maximale moyenne (°C)     | 8              | 9,9            | 14,8            | 18,4          | 22,6         | 27             | 29,6          | 29,2           | 24,1           | 18,9          | 12,3            | 8,5            | 18,6       |
| Record de froid (°C) date du record   | −11,8 11.01.10 | −10,3 05.02.12 | −9,2 02.03.05   | −3,1 08.04.03 | 2,2 07.05.19 | 6,4 14.06.1995 | 8,2 13.07.00  | 7,1 30.08.1998 | 2,7 30.09.1995 | −4,3 26.10.03 | −5,3 23.11.1998 | −11,2 05.12.10 | −11,8 2010 |
| Record de chaleur (°C) date du record | 20 19.01.07    | 22,2 24.02.20  | 25,8 25.03.1994 | 30,4 23.04.07 | 34 24.05.09  | 39,2 27.06.19  | 40,1 24.07.19 | 41,4 13.08.03  | 34,5 16.09.20  | 28,9 02.10.23 | 22,3 01.11.22   | 19,5 05.12.06  | 41,4 2003  |
| Précipitations (mm)                   | 57,5           | 41,4           | 41,8            | 65,5          | 80,4         | 55,1           | 55,4          | 67,6           | 102,3          | 130,6         | 115,2           | 51,6           | 864,4      |

## Urbanisme

### Typologie
Au 1er janvier 2024, Mercurol-Veaunes est catégorisée commune rurale à habitat dispersé, selon la nouvelle grille communale de densité à 7 niveaux définie par l'Insee en 2022.
Elle appartient à l'unité urbaine de Tournon-sur-Rhône, une agglomération inter-départementale dont elle est une commune de la banlieue,. Par ailleurs la commune fait partie de l'aire d'attraction de Valence, dont elle est une commune de la couronne,. Cette aire, qui regroupe 71 communes, est catégorisée dans les aires de 200 000 à moins de 700 000 habitants,.

## Histoire
Créée par un arrêté préfectoral du 26 novembre 2015, elle est issue du regroupement des deux communes de Mercurol et Veaunes qui deviendront des communes déléguées. Son chef-lieu est fixé au chef-lieu de l'ancienne commune de Mercurol.

## Politique et administration
| Nom              | Code Insee | Intercommunalité        | Superficie (km2) | Population (dernière pop. légale) | Densité (hab./km2) |
| ---------------- | ---------- | ----------------------- | ---------------- | --------------------------------- | ------------------ |
| Mercurol (siège) | 26179      | CC Hermitage-Tournonais | 20,82            | 2 245 (2013)                      | 108                |
| Veaunes          | 26366      | CC Hermitage-Tournonais | 4,19             | 293 (2013)                        | 70                 |

### Liste des maires
| Période                                  | Période                        | Identité                           | Étiquette | Qualité                                             |
| ---------------------------------------- | ------------------------------ | ---------------------------------- | --------- | --------------------------------------------------- |
| Les données manquantes sont à compléter. |                                |                                    |           |                                                     |
| 2016 (2-01)                              | 2020                           | Michel Brunet                      | DVD       | cadre                                               |
| 2020                                     | En cours (au 28 décembre 2020) | Michel Brunet[source insuffisante] | LR        | maire sortant, conseiller départemental depuis 2021 |

## Population et société

### Enseignement
La commune est rattachée à l'académie de Grenoble.

### Médias
La population de la commune se situe dans l'aire de diffusion de plusieurs médias :
- Presse écrite
  - Le Dauphiné libéré, quotidien régional
  - L'Agriculture Drômoise, journal d'informations agricoles et rurales, couvre l'ensemble du département de la Drôme.
  - Drôme Hebdo (ancien Peuple Libre), hebdomadaire chrétien d'informations.
- Presse audio-visuelle
  - Ici Drôme Ardèche est une radio publique diffusée sur son territoire.

### Cultes
La communauté catholique et l'église de Mercurol-Veaunes (propriété de la commune) dépendent de la paroisse Saint Vincent de l'Hermitage.

## Culture locale et patrimoine

### Lieux et monuments
- Église Sainte-Anne de Mercurol.
- Église Saint-Étienne de Veaunes.

### Héraldique, logotype et devise
|  | Mercurol-Veaunes possède des armoiries dont l'origine et le blasonnement exact ne sont pas disponibles. |